# Fruitridge Pocket (Kalifornija)
Fruitridge Pocket je naseljeno područje za statističke svrhe u američkoj saveznoj državi Kalifornija. Prema popisu stanovništva iz 2010. u njemu je živjelo 5.800 stanovnika.